# Gary Medel
Gary Alexis Medel Soto (Santiago, 1987. augusztus 3. –) chilei válogatott labdarúgó, a Boca Juniors játékosa.

## Pályafutása

### Klubcsapatokban

#### Korai pályafutása Dél-Amerikában
12 évesen csatlakozott az Universidad Católica csapatához. Az utánpótláscsapat edzője, Mario Lepe javasolta, hogy Medel csatlakozzon a felnőtt csapathoz.
2009. július 20-án kölcsönbe került a Boca Juniorshoz 300 000 dollárért, vételi opcióval, amely 2,5 millió dollár volt. Az üzlet részeként Damián Díaz az ellenkező irányba igazolt. Ezzel az átigazolással Medel egyik álmát valósíthatta meg, hogy a Bocához igazolhatott és olyan játékosok mellett léphet pályára, mint Juan Román Riquelme, Martín Palermo és Sebastián Battaglia. 2010. március 25-én két gólt szerzett a River Plate elleni 2–0-s győzelemmel végződő rangadón.
Búcsúmeccse a Boca színeiben egy barátságos mérkőzés volt a River ellen, ahol a 77. percben lépett pályára a 2–0-s győzelem során.

#### Sevilla

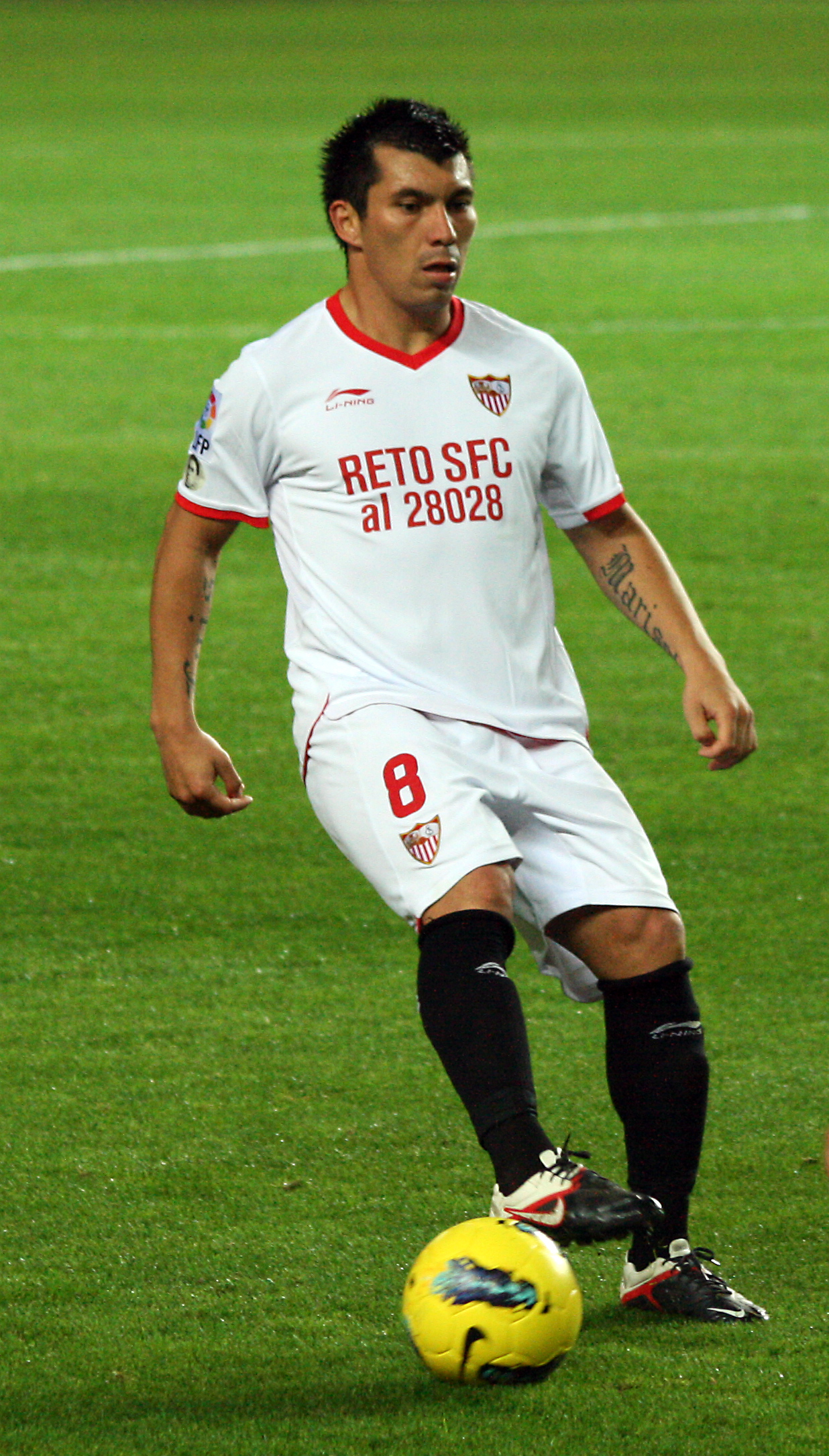
Medel a Sevilla játékosaként 2011-ben

2011. január 28-án négy és fél éves szerződést írt alá a Sevilla csapatával, ugyanazon a napon, amikor a klub Ivan Rakitićet is leigazolta. Sajtóhírek szerint 3 millió eurót fizetett az andalúz klub Medel játékjogáért. A chilei játékos így nyilatkozott: "Boldog vagyok, hogy itt lehetek, remélem, hogy minden jól megy. Olyan játékos vagyok, aki szívét-lelkét kiteszi a pályára. Remélem, hogy a játékommal hozzájárulhatok a Sevilla sikeréhez".
Február 12-én debütált a La Ligában, a Racing Santander elleni 3–2-es idegenbeli vereség alkalmával. Március 12-én nagyban hozzájárult a Barcelona ellen elért 1–1-es döntetlenhez, kétszer is tisztázott a gólvonalról, a másodikat Lionel Messi próbálkozása után.

#### Cardiff City
2013. augusztus 11-én a Cardiff City megerősítette, hogy Medelt 11 millió fontért szerződtették a Sevillától, ezzel klubrekordot felállítva. Debütálása augusztus 17-én történt, a West Ham United elleni 2–0-s vereség alkalmával. Hazai bemutatkozása augusztus 25-én volt, amikor 3–2-es győzelmet arattak a Manchester City ellen. Medel végigjátszotta a mérkőzést, és megkapta a meccs emberének járó díját.

#### Internazionale
Miután a Cardiff kiesett az angol élvonalból, Medel 2014. augusztus 9-én az olasz Internazionale csapatához igazolt, a hírek szerint 10 millió fontért. Ez az összeg 1 millió fonttal kevesebb volt, mint amennyiért Cardiff megszerezte őt, amit korábbi csatáruk, Nathan Blake kritizált, azonban Ole Gunnar Solskjær, a csapat menedzsere védelmébe vette az üzletet. 2014. augusztus 31-én mutatkozott be a Serie A-ban a Torino elleni, gól nélküli döntetlennel végződő mérkőzésen.
2015. október 31-én megszerezte első gólját az Inter színeiben, amellyel a Nerazzurri 1–0-ra legyőzte a Scudetto-rivális AS Romát a Giuseppe Meazza Stadionban.
2016. október 23-án, az Atalanta elleni 2–1-es idegenbeli vereség során Medel, a bal karjával arcon ütötte Jasmin Kurtićot, amit a játékvezető nem vett észre. Az esetet azonban a televíziós felvételek vizsgálata után a Lega Serie A három bajnoki mérkőzésre szóló eltiltással büntette.
2016. november 20-án, a Derby della Madonnina mérkőzésen a városi rivális AC Milan ellen Medel 37 percet játszott középhátvédként, mielőtt térdsérülés miatt Jeison Murillo váltotta. A 2–2-es döntetlennel végződő mérkőzést követően megerősítették, hogy sérülést szenvedett az oldalsó meniszkuszában, és 2017 januárjáig nem léphet pályára.
Január 28-án tért vissza a pályára, amikor az Inter 3–0-ra legyőzte a Pescara csapatát hazai pályán. Március 12-én 100. alkalommal lépett pályára az Inter színeiben, amikor a Nerazzurri hazai pályán 7–1-re megverette az Atalantát.

#### Beşiktaş
2017. augusztus 11-én 3 millió euróért a regnáló bajnok Beşiktaş csapatához igazolt, hároméves szerződést aláírva a török klubbal.

#### Bologna
2019. augusztus 29-én hároméves szerződést írt alá a Serie A-ban szereplő Bolognával. Az átigazolási díj állítólag 2,5 millió euró volt. A Bologna színeiben a rivális SPAL ellen debütált 2019. augusztus 30-án.

#### Vasco da Gama
2023 júliusában visszatért Dél-Amerikába, és aláírt a brazil élvonalban szereplő Vasco da Gama csapatához.

#### Boca Juniors
2024 júniusában visszatért a Boca Juniorshoz.
Medel, miközben még a Boca Juniors játékosa volt, 2024 decemberében labdarúgóedzői képesítést szerzett a chilei Nemzeti Labdarúgó-, Sport- és Testmozgási Intézetben (INAF).

## Játékstílusa
Medel általában védekező középpályásként játszik, de védőként is megállja a helyét. Pályafutása alatt középhátvédként, jobbhátvédként és a középpálya különböző posztjain is szerepelt. Munkabírása, fizikai ereje, keménysége, játékintelligenciája, agresszív és kemény szerelései, valamint pályán mutatott vezetői képességei miatt kapta a Pitbull becenevet. 2015-ben Roberto Mancini harcosként jellemezte Medelt.

## Statisztika

### Klubcsapatokban
2024. május 16-i állapot szerint.
| Klub                 | Szezon           | Bajnokság                 | Bajnokság | Bajnokság | Kupa  | Kupa  | Állami bajnokság | Állami bajnokság | Nemzetközi | Nemzetközi | Összes | Összes |
| Klub                 | Szezon           | Liga                      | Mérk.     | Gólok     | Mérk. | Gólok | Mérk.            | Gólok            | Mérk.      | Gólok      | Mérk.  | Gólok  |
| -------------------- | ---------------- | ------------------------- | --------- | --------- | ----- | ----- | ---------------- | ---------------- | ---------- | ---------- | ------ | ------ |
| Universidad Católica | 2008             | Chilei Primera División   | 28        | 4         | 0     | 0     | —                | —                | 0          | 0          | 28     | 4      |
| Universidad Católica | 2009             | Chilei Primera División   | 13        | 1         | 0     | 0     | —                | —                | 6          | 0          | 19     | 1      |
| Universidad Católica | Összesen         | Összesen                  | 41        | 5         | 0     | 0     | —                | —                | 6          | 0          | 47     | 5      |
| Boca Juniors         | 2009–10          | Argentin Primera División | 29        | 7         | 0     | 0     | —                | —                | 2          | 0          | 31     | 7      |
| Boca Juniors         | 2010–11          | Argentin Primera División | 17        | 0         | 0     | 0     | —                | —                | 0          | 0          | 17     | 0      |
| Boca Juniors         | Összesen         | Összesen                  | 46        | 7         | 0     | 0     | —                | —                | 2          | 0          | 48     | 7      |
| Sevilla              | 2010–11          | La Liga                   | 15        | 0         | 1     | 0     | —                | —                | 2          | 0          | 18     | 0      |
| Sevilla              | 2011–12          | La Liga                   | 31        | 2         | 4     | 0     | —                | —                | 2          | 0          | 37     | 2      |
| Sevilla              | 2012–13          | La Liga                   | 32        | 6         | 7     | 1     | —                | —                | —          | —          | 39     | 7      |
| Sevilla              | Összesen         | Összesen                  | 78        | 8         | 12    | 1     | —                | —                | 4          | 0          | 94     | 9      |
| Cardiff City         | 2013–14          | Premier League            | 34        | 0         | 1     | 0     | —                | —                | —          | —          | 35     | 0      |
| Internazionale       | 2014–15          | Serie A                   | 35        | 0         | 2     | 0     | —                | —                | 7          | 0          | 44     | 0      |
| Internazionale       | 2015–16          | Serie A                   | 30        | 1         | 4     | 0     | —                | —                | —          | —          | 34     | 1      |
| Internazionale       | 2016–17          | Serie A                   | 26        | 0         | 2     | 0     | —                | —                | 3          | 0          | 31     | 0      |
| Internazionale       | Összesen         | Összesen                  | 91        | 1         | 8     | 0     | —                | —                | 10         | 0          | 109    | 1      |
| Beşiktaş             | 2017–18          | Süper Lig                 | 25        | 1         | 7     | 0     | —                | —                | 8          | 0          | 40     | 1      |
| Beşiktaş             | 2018–19          | Süper Lig                 | 24        | 0         | 0     | 0     | —                | —                | 11         | 0          | 35     | 0      |
| Beşiktaş             | 2019–20          | Süper Lig                 | 2         | 0         | 0     | 0     | —                | —                | 0          | 0          | 2      | 0      |
| Beşiktaş             | Összesen         | Összesen                  | 51        | 1         | 7     | 0     | —                | —                | 19         | 0          | 77     | 1      |
| Bologna              | 2019–20          | Serie A                   | 23        | 0         | 1     | 0     | —                | —                | —          | —          | 24     | 0      |
| Bologna              | 2020–21          | Serie A                   | 11        | 0         | 1     | 0     | —                | —                | —          | —          | 12     | 0      |
| Bologna              | 2021–22          | Serie A                   | 33        | 0         | 1     | 0     | —                | —                | —          | —          | 34     | 0      |
| Bologna              | 2022–23          | Serie A                   | 29        | 0         | 2     | 0     | —                | —                | —          | —          | 31     | 0      |
| Bologna              | Összesen         | Összesen                  | 96        | 0         | 5     | 0     | —                | —                | —          | —          | 101    | 0      |
| Vasco da Gama        | 2023             | Série A                   | 20        | 0         | 0     | 0     | —                | —                | —          | —          | 20     | 0      |
| Vasco da Gama        | 2024             | Série A                   | 2         | 0         | 2     | 0     | 8                | 0                | —          | —          | 12     | 0      |
| Vasco da Gama        | Összesen         | Összesen                  | 22        | 0         | 2     | 0     | 8                | 0                | —          | —          | 32     | 0      |
| Karrier összesen     | Karrier összesen | Karrier összesen          | 458       | 22        | 35    | 1     | 8                | 0                | 41         | 0          | 543    | 23     |

Jegyzetek
1. ↑  Magában foglalja a Spanyol Kupában, Angol Kupában, Olasz Kupában és a Török Kupában való pályára lépéseit.
2. ↑  Magában foglalja a Campeonato Cariocaban való pályára lépéseit.
3. ↑  Mérkőzése(i) a Copa Sudamericanaban
4. ↑  Mérkőzése(i) a Copa Libertadoresben
5. 1 2  Mérkőzése(i) a Bajnokok Ligájában
6. 1 2 3 4  Mérkőzése(i) az Európa Ligában

### A válogatottban
2023. november 16-i állapot szerint.
| Chile    | Chile | Chile |
| Év       | Mérk. | Gólok |
| -------- | ----- | ----- |
| 2007     | 2     | 0     |
| 2008     | 10    | 2     |
| 2009     | 9     | 1     |
| 2010     | 7     | 0     |
| 2011     | 13    | 1     |
| 2012     | 5     | 0     |
| 2013     | 12    | 1     |
| 2014     | 13    | 1     |
| 2015     | 14    | 1     |
| 2016     | 12    | 0     |
| 2017     | 12    | 0     |
| 2018     | 7     | 0     |
| 2019     | 10    | 0     |
| 2021     | 15    | 0     |
| 2022     | 11    | 0     |
| 2023     | 9     | 0     |
| Összesen | 161   | 7     |

#### Góljai a chilei válogatottban
2023. november 16-i állapot szerint.
 megjegyzés Az eredmények a chilei válogatott szemszögéből értendők.
| #  | Dátum             | Ellenfél | Eredmény | Kiírás              | Esemény   |
| -- | ----------------- | -------- | -------- | ------------------- | --------- |
| 1. | 2008. június 15.  | Bolívia  | 2 – 0    | Vb-selejtező        | 28' 76'   |
| 2. | 2009. május 29.   | Belgium  | 1 – 1    | Kirin-kupa          | 23' 57'   |
| 3. | 2011. október 11. | Peru     | 4 – 2    | Vb-selejtező        | 48'       |
| 4. | 2013. október 15. | Ecuador  | 2 – 1    | Vb-selejtező        | 38'       |
| 5. | 2014. október 10. | Peru     | 3 – 0    | Barátságos mérkőzés | 34' 45+1' |
| 6. | 2015. június 19.  | Bolívia  | 5 – 0    | Copa América        | 80'       |

## Sikerei, díjai

### A válogatottban
Chile
- Copa América-győztes: 2015,[42] 2016

### Egyéni
- Az év chilei labdarúgója: 2008[43]
- Universidad Católica Az év labdarúgója: 2008[44]
- A Copa Libertadores álomcsapata: 2008[45]
- Az év csapata Dél-Amerikában: 2009[46]
- Copa América A torna csapata: 2015, 2016[47]

## Fordítás
- Ez a szócikk részben vagy egészben  a   Gary Medel című angol Wikipédia-szócikk ezen változatának fordításán alapul.  Az eredeti cikk szerkesztőit annak laptörténete sorolja fel. Ez a jelzés csupán a megfogalmazás eredetét és a szerzői jogokat jelzi, nem szolgál a cikkben szereplő információk forrásmegjelöléseként.

## További információ(k)

#### Közösségi platformok
- Gary Medel a Facebookon
- Gary Medel az Instagramon
- Gary Medel a Twitteren

#### Egyéb weboldalak
- Gary Medel adatlapja a Transfermarkt oldalán (angolul)
- Gary Medel adatlapja a Soccerway oldalon (angolul)
- Gary Medel adatlapja a National Football Teams oldalán (angolul)
- Gary Medel adatlapja a BDFutbol oldalán (angolul)
- Gary Medel adatlapja a Boca Juniors oldalán (spanyolul)
- 2010-es FIFA világbajnokság adatlapja (angolul)
- Gary Medel – a FIFA adatbázisában (angolul)